# Francis Bonahon
Francis Bonahon (Tarbes, 9 de setembro de 1955) é um matemático francês, especialista em topologia de baixa dimensão.

## Biografia
Bonahon obteve em 1972 o baccalauréat, entrando em 1974 na Escola Normal Superior de Paris. Obteve em 1975 o maîtrise em matemática na Universidade Paris VII e um doutorado em 1979 na Universidade Paris-Sul (Universidade Paris XI), orientado por Laurent Siebenmann, com a tese Involutions et fibrés de Seifert dans les variétés de dimension 3. No pós-doutorado esteve no ano acadêmico 1979/1980 como Procter Fellow na Universidade de Princeton. Em 1980 foi attaché de recherche e em 1983 chargé de recherche do Centre national de la recherche scientifique (CNRS). Em 1985 obteve a habilitação na Universidade Paris XI com Siebenmann, com a tese Geometric structures on 3-manifolds and applications. Bonahon tornou-se em 1986 professor assistente, em 1988 professor associado e em 1989 full professor na Universidade do Sul da Califórnia em Los Angeles.
Foi professor visitante em 1990 na Universidade da Califórnia em Davis, em 1996 no Centre Émile Borel e no Institut des Hautes Études Scientifiques (IHES), em 1997 no Instituto de Tecnologia da Califórnia (Caltech), em 2000 no IHES, e em 2015 no Mathematical Sciences Research Institute (MSRI).
Foi palestrante convidado do Congresso Internacional de Matemáticos em Quioto (1990: Ensembles limites et applications). Foi eleito fellow da American Mathematical Society em 2012.

## Publicações selecionadas
- Low dimensional geometry: from euclidean surfaces to hyperbolic knots. Student Mathematical Library, American Mathematical Society 2009. ISBN 978-0-8218-4816-6
- Geodesic laminations on surfaces, in M. Lyubich, John Milnor, Yair Minsky (eds.) Laminations and Foliations in Dynamics, Geometry and Topology, Contemporary Mathematics 269, 2001, 1–38.
- Geometric Structures on 3-manifolds, in R. Daverman, R. Sher (eds.) Handbook of Geometric Topology, North Holland 2002, pp. 93–164.
- Editor com Robert Devaney, Frederick Gardiner, and Dragomir Saric: Conformal Dynamics and Hyperbolic Geometry, Contemporary Mathematics 573, AMS, 2012
- Difféotopies des espaces lenticulaires, Topology 22, 1983, 305–314
- Cobordism of automorphism of surfaces, Annales ENS, 16, 1983, 237–270
- com Laurence Siebenmann: The classification of Seifert fibered 3-orbifolds, in R. Fenn (ed.) Low Dimensional Topology, Cambridge University Press, 1985, pp. 19–85
- Bouts des variétés hyperboliques de dimension 3, Annals of Mathematics, vol. 124, 1986, pp. 71–158 doi:10.2307/1971388
- The geometry of Teichmüller space via geodesic currents, Inventiones Mathematicae, vol. 92, 1988, 139–162
- Earthquakes on Riemann surfaces and on measured geodesic laminations, Amer. Math. Soc. vol. 330, 1992, 69–95 doi:10.1090/S0002-9947-1992-1049611-3
- Shearing hyperbolic surfaces, bending pleated surfaces and Thurston's symplectic form. Ann. Fac. Sci. Toulouse Math. (6) 5 (1996), no. 2, 233–297.
- com Jean-Pierre Otal: Laminations mesurées de plissage des variétés hyperboliques de dimension 3, Annals of Mathematics 113, 2004, 1013–1055. JSTOR 3597331
- Kleinian groups which are almost fuchsian, J. Reine. Angew. Mathematik, vol. 587, 2005, pp. 1–15 arXiv.org preprint
- com X. Liu Representations of the quantum Teichmüller space, and invariants of surface diffeomorphisms, Geometry and Topology, vol. 11, 2007, pp. 889–937. arXiv.org preprint
- com Guillaume Dreyer: Parameterizing Hitchin components. Duke Math. J. 163 (2014), no. 15, 2935–2975. arXiv.org preprint
- com Helen Wong: Representations of the Kauffman bracket skein algebra I: invariants and miraculous cancellations. Invent. Math. 204 (2016), no. 1, 195–243. arXiv.org preprint